# Paracontias brocchii
Paracontias brocchii là một loài thằn lằn trong họ Scincidae. Loài này được Mocquard mô tả khoa học đầu tiên năm 1894.